# Egzon Bejtullai
Egzon Bejtullai (en macedonio: Егзон Бејтулаи; Tetovo, 7 de enero de 1994) es un futbolista macedonio que juega en la demarcación de defensa para el F. C. Drita de la Superliga de Kosovo.

## Selección nacional
Tras jugar con la selección de fútbol sub-19 de Macedonia del Norte y la sub-21, finalmente debutó con la selección absoluta el 6 de septiembre de 2018. Lo hizo en un partido de la Liga de Naciones de la UEFA 2018-19 contra Gibraltar que finalizó con un resultado de 0-2 a favor del combinado macedonio tras los goles de Ivan Tričkovski y Ezgjan Alioski.

## Clubes
| Club            | País                | Año       | Partidos | Goles |
| --------------- | ------------------- | --------- | -------- | ----- |
| FK Teteks       | Macedonia del Norte | 2011-2013 | 62       | 9     |
| KF Shkëndija    | Macedonia del Norte | 2013-2019 | 213      | 7     |
| Helsingborgs IF | Suecia              | 2020      | 0        | 0     |
| KF Shkëndija    | Macedonia del Norte | 2020-2023 | 32       | 1     |
| S. C. Gjilani   | Kosovo              | 2023-2024 | 7        | 0     |
| F. C. Drita     | Kosovo              | 2024-     | 59       | 1     |

## Palmarés

### Campeonatos nacionales
| Título                                  | Club         | País                | Año  |
| --------------------------------------- | ------------ | ------------------- | ---- |
| Copa de Macedonia                       | FK Teteks    | Macedonia del Norte | 2013 |
| Copa de Macedonia                       | KF Shkëndija | Macedonia del Norte | 2016 |
| Copa de Macedonia                       | KF Shkëndija | Macedonia del Norte | 2018 |
| Primera División de Macedonia del Norte | KF Shkëndija | Macedonia del Norte | 2018 |
| Primera División de Macedonia del Norte | KF Shkëndija | Macedonia del Norte | 2019 |
| Primera División de Macedonia del Norte | KF Shkëndija | Macedonia del Norte | 2021 |
| Superliga de Kosovo                     | F. C. Drita  | Kosovo              | 2025 |